# アンドレ・ルイス・パウリーノ・ジ・ソウザ・モッタ
アンドレ・パウリーノ（André Paulino）ことアンドレ・ルイス・パウリーノ・ジ・ソウザ・モッタ（ポルトガル語: André Luiz Paulino de Souza Motta、1985年3月14日 - ）は、ブラジルの元サッカー選手。現役時代のポジションはMF。

## クラブ歴
マドゥレイラECの下部組織出身。2007年9月にアヴァイFCに、2008年8月にCFZに期限付き移籍した。
2011年にイツンビアラECでカンピオナート・ブラジレイロ・セリエDに出場した。